# آل بو مهير
آل بو مهير (واحدهم مهيري)؛ قبيلة من الإمارات العربية المتحدة، ترتبط ارتباطًا وثيقًا بحلف بني ياس في أبو ظبي ولكنها استقرت في جميع أنحاء المناطق الساحلية الغربية للإمارات.

## النسب
يعزى نسبهم الى المهير بن سلمى بن عمرو بن مجمع بن زيد بن يربوع بن ثعلبة بن الدئل بن حنيفة بن لُجَيْم بن صعب بن علي بن بكر بن وائل بن قاسط بن هِنُب بن أفصَى بن دُعْمِي بن جديلة بن أسد بن ربيعة بن نزار بن مَعَد بن عَدنان.
وقيل انهم من مهرة بن حيدان بن عمرو بن الحاف بن قضاعة.

## التاريخ
جاء في "الكامل في التاريخ" لابن الأثير: لما قُتل الوليد بن يزيد، كان على اليمامة علي بن المهاجر، يسكن بقصر له بهجر، بموضع يسمى القاع، فقال له المهير بن سلمى: اترك لنا بلادنا. بأبى، فاجمع له المهير، وسار إليه في هجر، فخرج علي لقتاله، فاقتتلو، فانهزم أصحاب علي، فدخل حصنه، ثم هرب إلى المدينة.
وكان مجيء ال بو مهير إلى ساحل عُمان مع الأمير أجود الجبري أمير الأحساء لمساعدة سلغور شاه في استرجاع حكمه لهرمز. وكانت قوات الجبور كلها من ال بو مهير ونزلوا رأس الخيمة.
في مطلع القرن العشرين، كانت قبيلة آل بو مهير مستقرة في الغالب، مع أقلية من حوالي 20 أسرة في أبوظبي لا تزال تتبع نمط الحياة البدوية. في ذلك الوقت، استقر حوالي 500 مهيري في أبوظبي، مع 500 فرد آخر من القبيلة يعيشون في البطين. كانت مستوطنة البطين وخور البطين المرتبط بها، جنوب المقطع، وتتكون من حوالي 130 منزلًا من العريش مصنوعة من البرستي، أو أغصان التمر. من بين هذه المنازل، كان 30 منزلًا، حوالي 150 شخصًا، من أفراد قبيلة السودان و100 مهيري آخر.
وفي أماكن أخرى على الساحل، وُجد آل بو مهير في دبي (400 منزل)؛ والخان (60 منزلًا)؛ والشارقة (60 منزلًا)؛ وعجمان (80 منزلًا)؛ وأم القيوين (30 منزلًا) و120 منزلًا في رأس الخيمة. في عام 1901، اختلف ووكر مع تقدير لوريمر لعام 1906 ووضع عدد آل بو مهير في رأس الخيمة على أنه 200 منزل، مقسمة بالتساوي بين بناء العريش والحجر/الجبس. استقر آل بو مهير لأول مرة في رأس الخيمة من أبو ظبي مع تأسيس حكم القواسم في خمسينيات القرن الثامن عشر.

## أعلام
- مريم المهيري، رئيس مكتب الشؤون الدولية في ديوان الرئاسة.[8]
- جميلة المهيري، سياسية إماراتية
- فاضل المهيري، مخرج إماراتي
- محمد بن علي الكوس، شاعر إماراتي
- يوسف المهيري، لاعب كرة قدم إماراتي
- حصة المهيري، كاتبة إماراتية
- ضاحي خلفان، ضابط شرطة إماراتي
- سيف عبدالرزاق، لاعب كرة قدم إماراتي
- سعود عبدالرزاق المهيري، لاعب كرة قدم إماراتي
- جميلة أحمد المهيري، سياسية إماراتية
- جاسم المهيري، لاعب كرة قدم قطري
- الشيخ خليفة بن سلطان المهيري
- الظبي المهيري
- بخيتة المهيري، طيارة إماراتية
- أحمد حسين المهيري
- شيخة المهيري